# Dorfkirche Schwarz

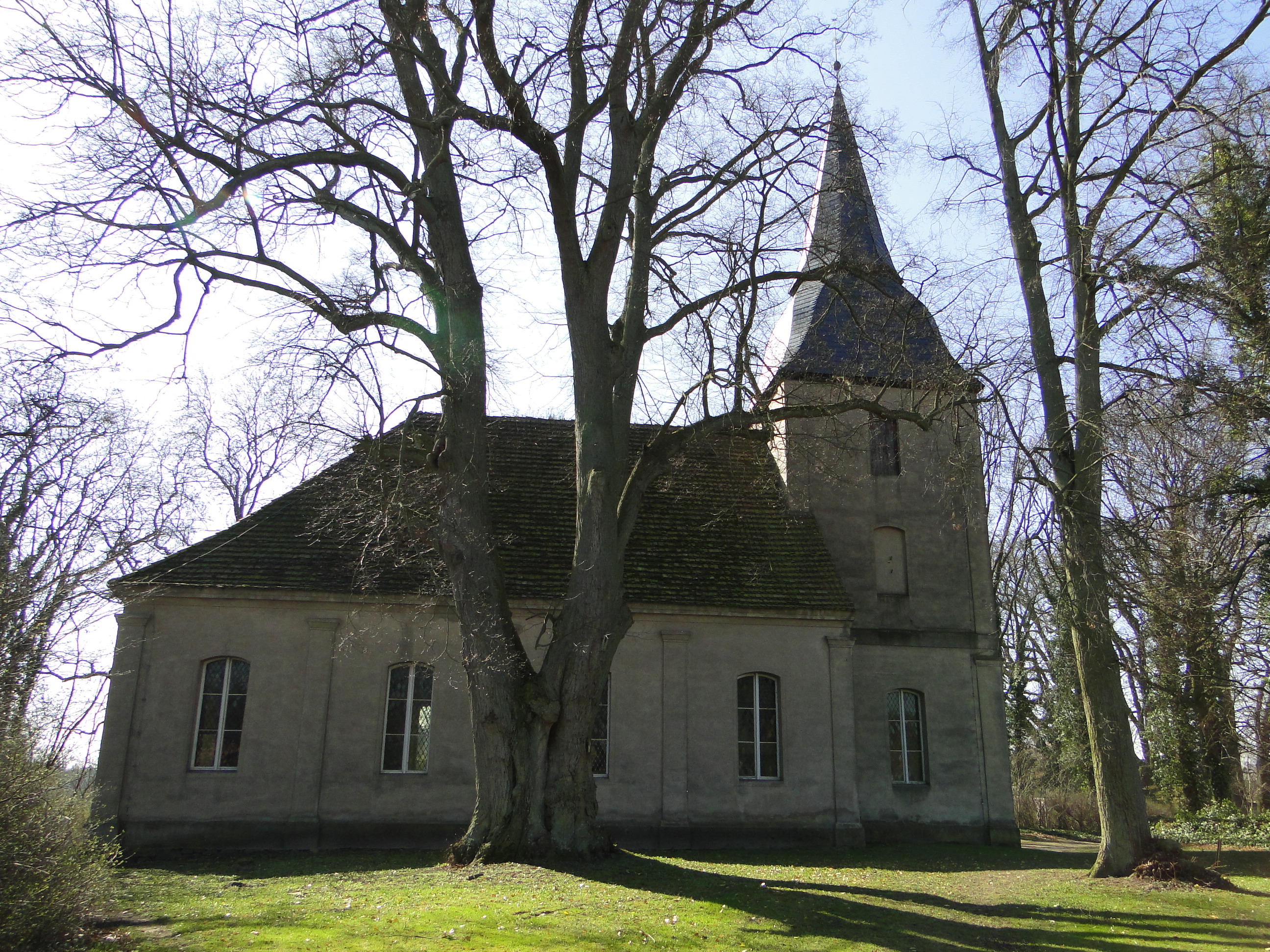
Dorfkirche Schwarz

Die evangelische Dorfkirche Schwarz ist ein unter Denkmalschutz stehendes Kirchengebäude in Schwarz in Mecklenburg-Vorpommern.

## Geschichte
Das Bauerndorf Schwarz gehörte seit 1237 wie Lärz und Diemitz mit ihren Zehnten und Hufen in der sogenannten Sandpropstei zum Besitz des Klosters Dobbertin. Das Patronat der Kirche zu Schwarz schenkte Markgraf Albrecht zu Brandenburg dem Dobbertiner Nonnenkloster erst 1282.

## Baugeschichte

### Äußeres
Gleich nach dem Siebenjährigen Krieg begann man für die baufällige Kirche eine kleine Backsteinkirche in Form eines länglichen Vierecks im Geschmack der damaligen Zeit zu errichten. Am Äußeren kam die Pilastergliederung mit Gesimsordnung zur Anwendung. In der Wetterfahne auf der Turmspitze des Westturmes mit barocker Haube ist die Jahreszahl 1767 zu lesen.
Zu dieser Zeit waren Klostervorsteher der Klosterhauptmann August Friedrich von Strahlendorf auf Gamehl sowie die Provisoren Bertold Friedrich von Bernstorff auf Scharbow und Hans Friedrich Christian von Krakewitz auf Briggow. Eingeweiht wurde die Kirche im Frühsommer 1769, der Antrag auf Genehmigung der Einweihung an den Herzog wurde durch diesen am 23. Mai 1769 bestätigt.
Durch die Nähe des Gutes Scharbow zum Dorf Warlitz bei Hagenow kam es 1767 zur Verbindung der Planung der Dorfkirche in Schwarz mit der Erbauung der Gutskapelle in Warlitz. Die dort 1770 eingeweihte Trinitatiskirche weist in ihrer äußeren Gestaltung und Ausstattung zahlreiche Parallelen auf. Es ist davon auszugehen, dass die Idee einer massiv zu bauenden Kirche von Bartold Friedrich von Bernstorff an den Warlitzer Patronanatsherrn Maximilian von Schütz gelangte, dessen Architekt Heinrich Julius Tode dann seinerseits auf umgekehrtem Weg Bernstorff von der Innengestaltung in Warlitz berichtete. Die Innengestaltung in Schwarz wirkt wie eine vereinfachte Kopie des Warlitzer Konzepts.
Die Turmspitze wurde 1955 durch einen Blitzeinschlag schwer beschädigt und 1969 mit Schindeln neu gedeckt. 1995 erfolgte die Eindeckung mit Schiefer.

### Inneres

#### Altar
Der wuchtige Kanzelaltar mit Schranke stammt aus der Bauzeit und ist im einfachen Rokokostil gehalten. Die beiden Altarleuchter tragen eine Metalligierung. Die Vasa sacra stammen aus dem Anfang des 20. Jahrhunderts. An den Patronatslogen an Nord- und Südwand befinden sich zwei Medaillons, auf welchen zu sehen ist, wer die Kirche hat bauen lassen, der Name des Küchenmeisters, des damaligen Pastors und die Jahreszahl MDCCLXIX (1769). Aus der Diemitzer Kirche stammt die Pietà an der Nordwand und wurde im 16. Jahrhundert gefertigt. Das Taufbecken besteht aus Holz mit einer Taufschale aus dem 20. Jahrhundert.

#### Glocke
Im Turm befanden sich zwei Glocken. Die größere wurde 1827 von Hackenschmidt in Berlin gegossen.
Die zweite, kleinere und ältere war ohne Inschrift und wurde im Ersten Weltkrieg eingeschmolzenen. Während des Zweiten Weltkrieges wurde dann die größere Glocke eingeschmolzen. Heute gibt es wieder eine kleine Glocke im Turm.

#### Orgel
In der Kirche zu Schwarz befand sich ab 1856 eine Orgel, die aus Teilen einer älteren Orgel aus der Dobbertiner Klosterkirche stammte und sich um 1900 in einem so mangelhafte Zustand befand, dass sie den Gesang der Gemeinde nicht mehr zu leiten vermochte. Man bat 1906 die Dobbertiner Klostervorsteher um die Anschaffung einer kleinen neue Orgel, wie 1894 in der Larzer Kirche geschehen. Das Klosteramt bewilligte 500 Mark aus der Klosterkasse, der Rest solle aus der Klingelbeutel-Kasse kommen.
1907 baute der Hoforgelbaumeisters Carl Böger aus Gehlsdorf die heutige Orgel (I/P/7+1Tr) auf. Sie hat eine pneumatische Traktur, acht Register im Manual und eins im Pedal. 1984 erfolgte durch Axel Stübner aus Berlin ein Umbau. 2007 wurde sie mit Unterstützung der Schwarzer Einwohner generalüberholt.

### Bilder

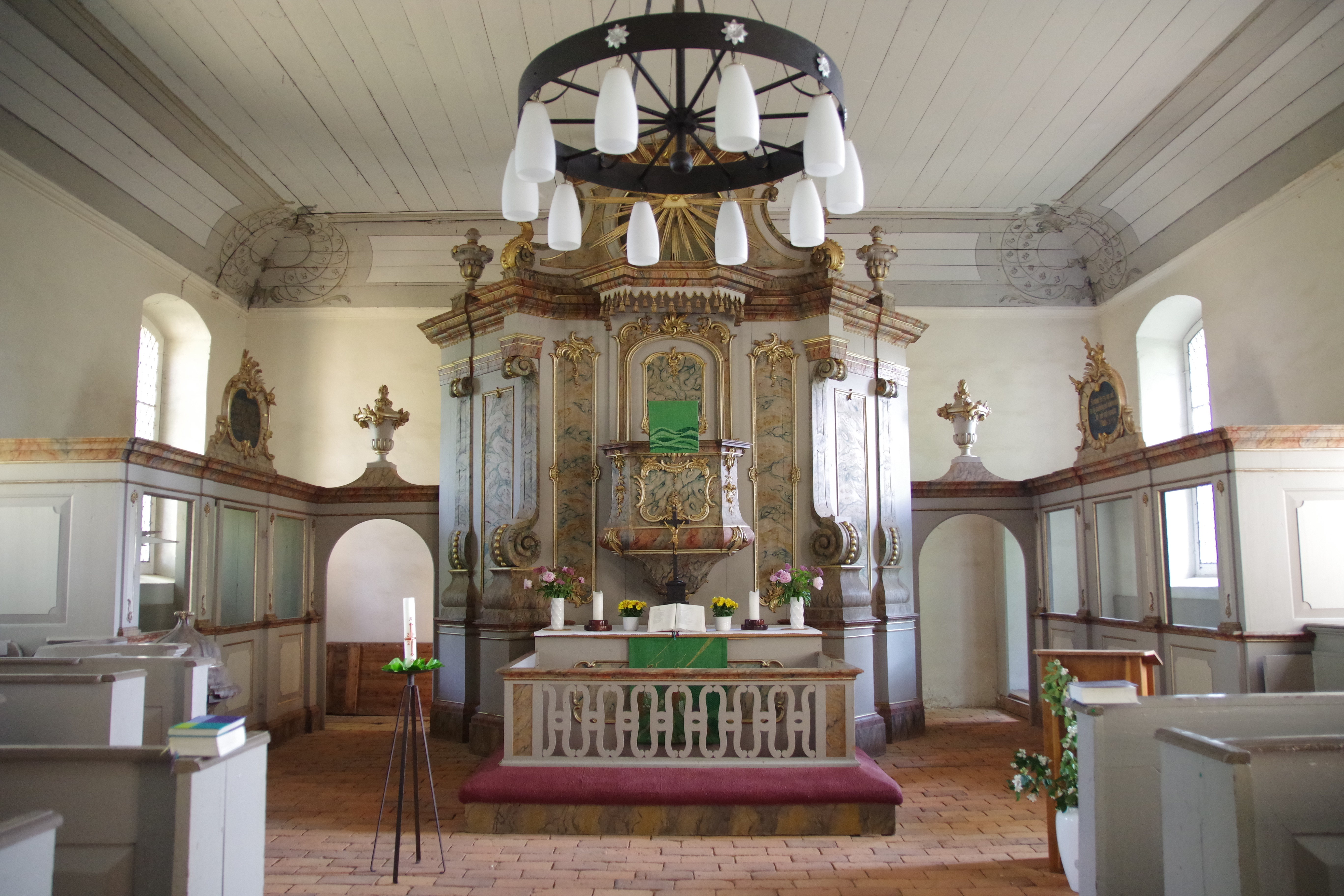
Altarraum mit Kanzelaltar
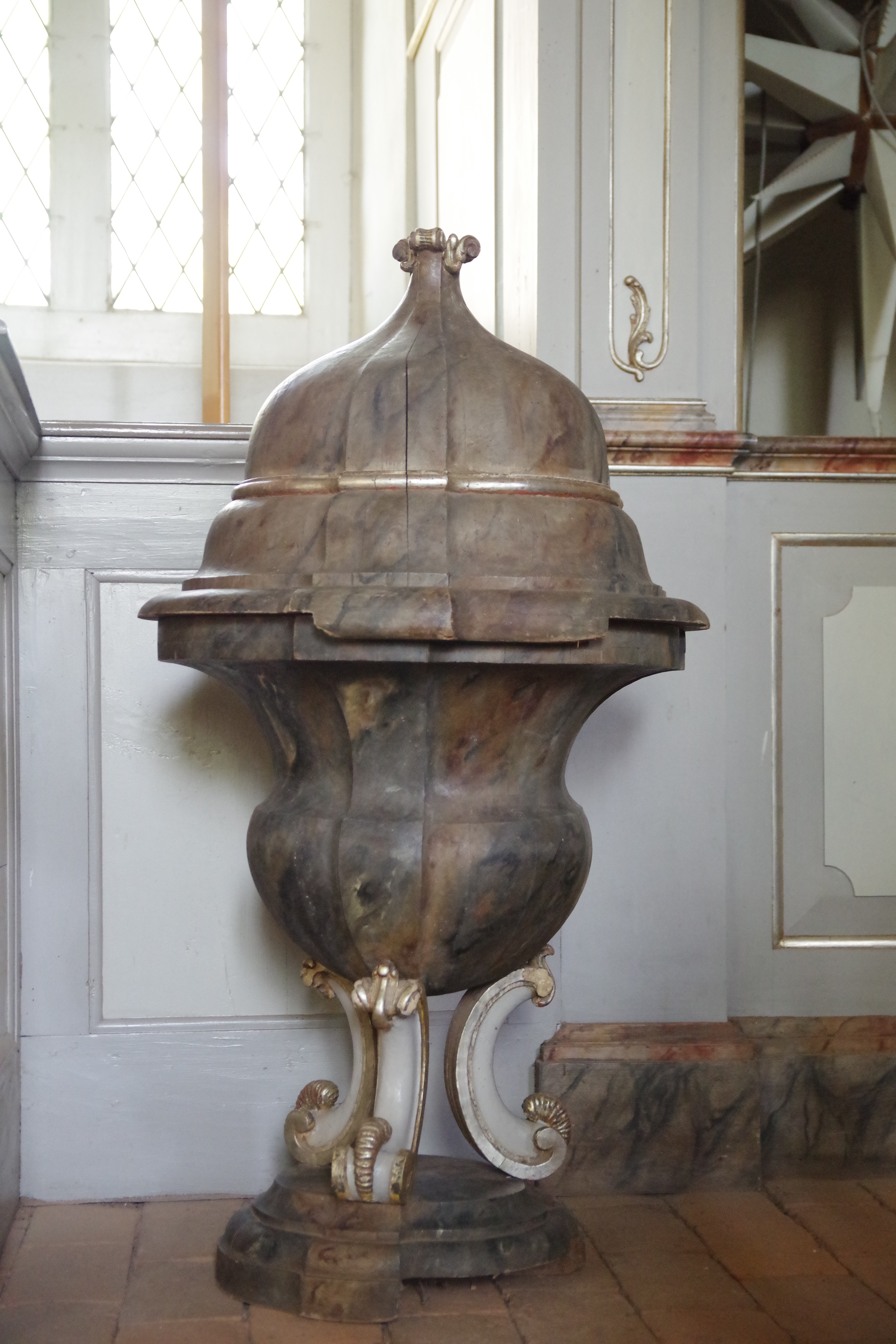
Hölzernes Taufbecken
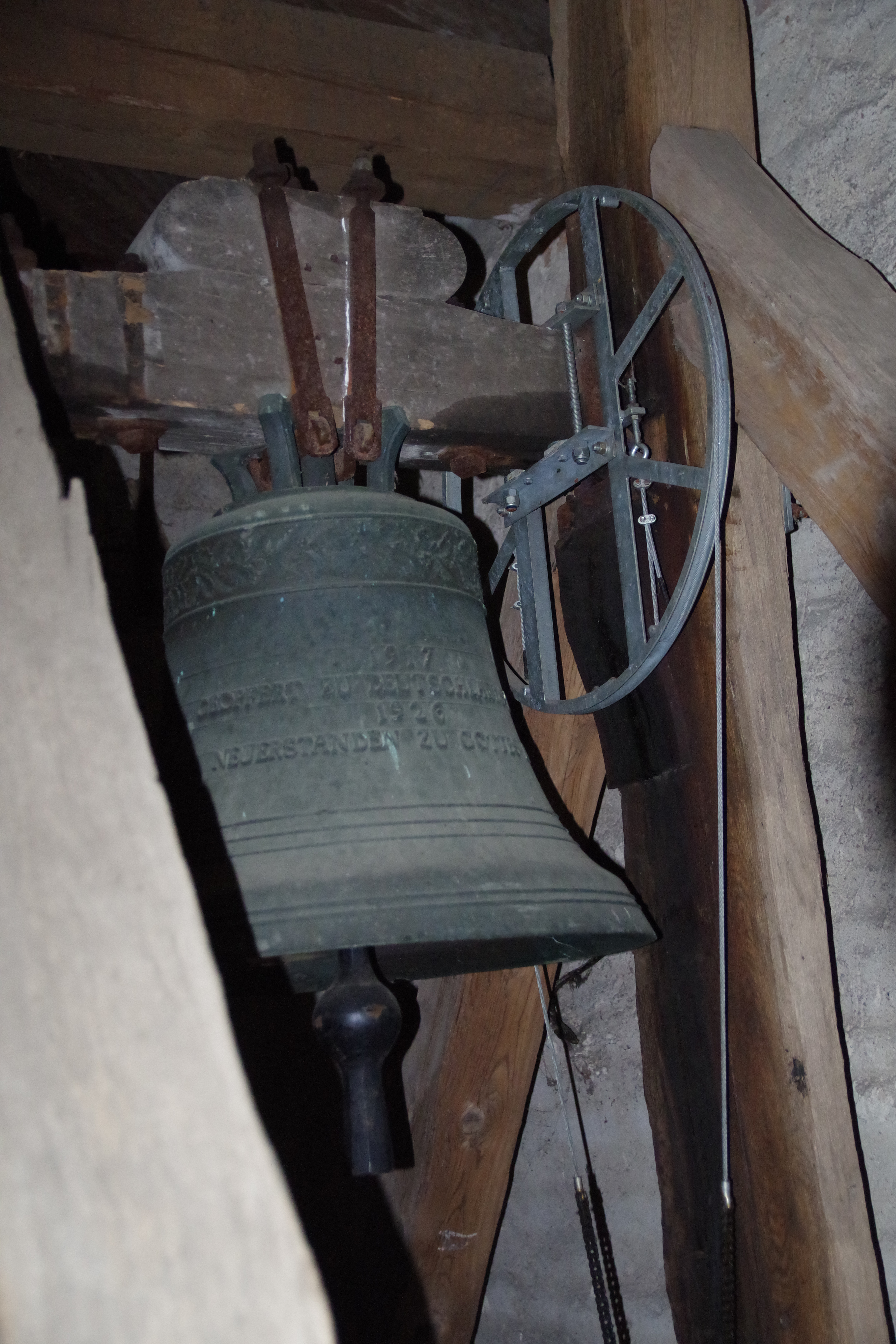
Glocke im Turm
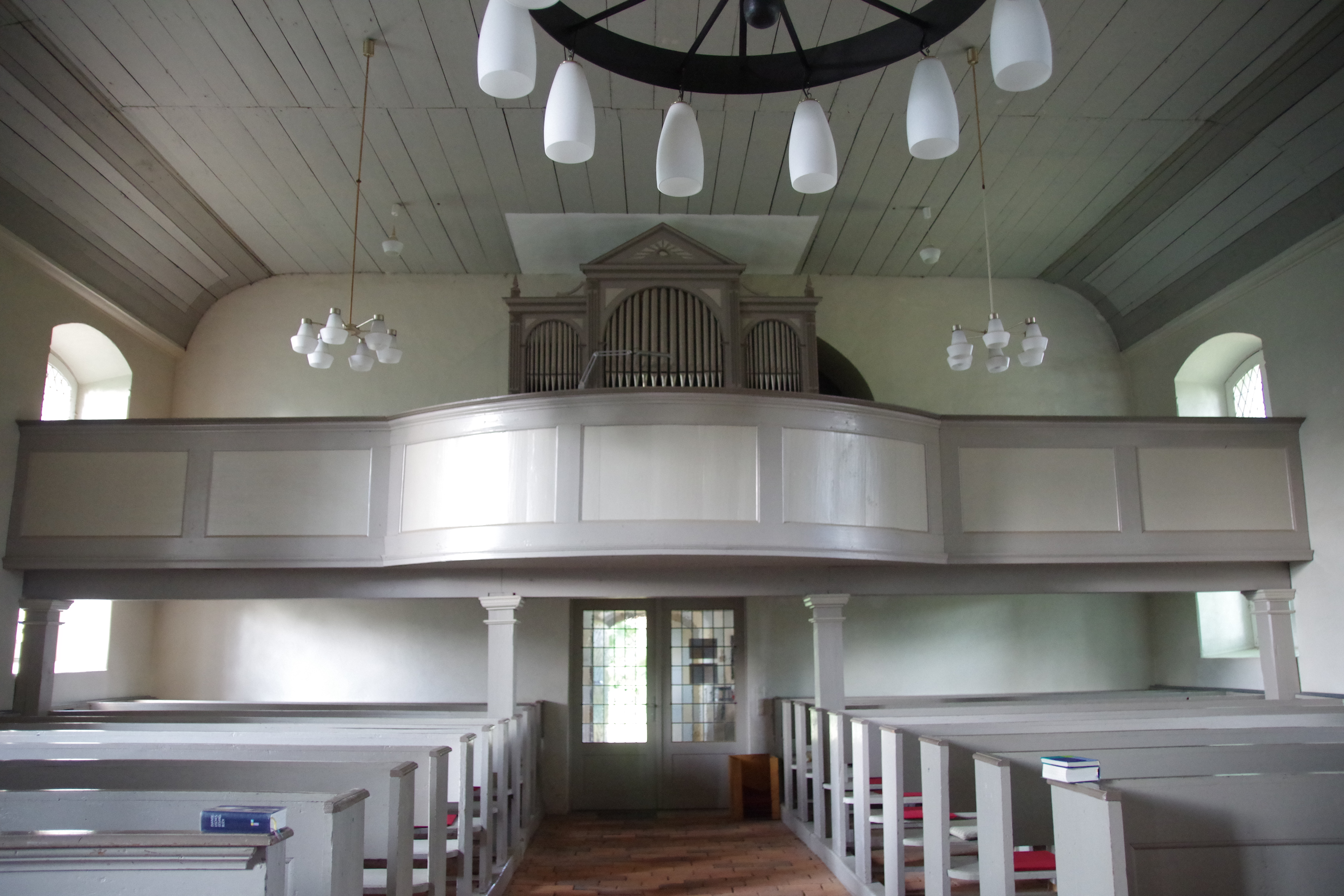
Orgelempore

## Heutige Kirchengemeinde
Die Kirche Schwarz war lange Zeit Filialkirche der Kirche Lärz. 1867 wurde Schwarz selbstständige Pfarre. Zur evangelisch-lutherischen Kirchengemeinde Lärz - Schwarz gehören die Orte Alt Gaarz mit Kirche, Diemitz mit Kirche, Fleeth, Krümmel mit Kirche, Lärz mit Kirche, Schwarz mit Kirche, Buschhof, Neu Gaarz, Ichlim und Troja sowie Diemitzer Schleuse und Fleether Mühle.

## Pastoren
Namen und Jahreszahlen bezeichnen die nachweisbare Erwähnung als Pastor.
- 1525–1557 Thomas Zander, war ein armer, alter, zitternder Mann, 43 Jahre im Amt gewesen, kannte den Katechismus gar wenig.[11]
- 1710–1746 Johann Lohmann, auch Lärz.
- 1867–1888: Johann Hinrich Bindevorher, vorher Hilfsprediger in Lübz.
- 1888–1905: Hermann Friedrich Justus Wilhelm Köhler, vorher Rektor Rehna.
- 1906–1967 Paul Ehlers, vorher Rektor in Kröpelin.
- 1967–1982 Walter Pingel.
- 1982–1986 Martin Gutzeit.
- 1987–1989 Stefan Harder.
- 1989–1992 Kurator Joachim Thal.
- 1992–1997 Rainer Kirstein.
- 1999–2003 Rita Tiedt.
- 2003–2005 Kurator Jörg Heinrich.
- 2005–0000 Wilhelm Lömpcke.

### Gedruckte Quellen
- Mecklenburgisches Urkundenbuch (MUB)
- Mecklenburgische Jahrbücher (MJB)

### Ungedruckte Quellen
Landeshauptarchiv Schwerin (LHAS)
- LHHAS 3.2-3/1 Landeskloster/Klosteramt Dobbertin.
- LHAS 3.2-4 Ritterschaftliche Brandversicherungsgesellschaft.
- LHAS 5.11-2 Landtagsversammlung, Landtagsverhandlungen, Landtagsprotokolle und Landtagsausschuß.
- LHAS 5.12-4/2 Mecklenburgisches Ministerium für Landwirtschaft, Domänen und Forsten.

Landeskirchenarchiv Schwerin (LKAS)
- LKAS. OKR Schwerin, Specialia Abt. 4, Orgel der Kirche zu Schwarz 1856–1907.